# 紀元前254年
紀元前254年（きげんぜん254ねん）は、ローマ暦の年である。
当時は、「グナエウス・コルネリウス・スキピオ・アシナとアウルス・アティリウス・カラティヌスが共和政ローマ執政官に就任した年」として知られていた（もしくは、それほど使われてはいないが、ローマ建国紀元500年）。紀年法として西暦（キリスト紀元）がヨーロッパで広く普及した中世時代初期以降、この年は紀元前254年と表記されるのが一般的となった。

## 他の紀年法
- 干支 : 丁未
- 日本
  - 皇紀407年
  - 孝霊天皇37年
- 中国
  - 秦 - 昭襄王53年
  - 楚 - 考烈王9年
  - 斉 - 斉王建11年
  - 燕 - 燕王喜元年
  - 趙 - 孝成王12年
  - 魏 - 安釐王23年
  - 韓 - 桓恵王19年
- 朝鮮 :
- ベトナム :
- 仏滅紀元 : 293年
- ユダヤ暦 :

## できごと

### 共和政ローマ
- 執政官グナエウス・コルネリウス・スキピオ・アシナとアウルス・アティリウス・カラティヌスに率いられたローマ軍は、シチリアの都市パレルモを占拠した。
- ローマは、シチリアの都市アグリジェントの支配権をカルタゴに奪われた。
- それまでパトリキに独占されていた最高神祇官職に、初めてプレブス出身のティベリウス・コルンカニウスが就任した。

### 中国
- 諸侯が秦に入朝したが、魏の入朝が遅れたため、秦の将軍摎が魏を攻撃し、呉城を奪った。魏は秦の命に従うようになった。

## 誕生
- プラウトゥス - ローマの劇作家（紀元前184年没）